# Jarayotar (Bhojpur)
Jarayotar (nep. जरायोटार) – gaun wikas samiti we wschodniej części Nepalu w strefie Kośi w dystrykcie Bhojpur. Według nepalskiego spisu powszechnego z 2001 roku liczył on 721 gospodarstw domowych i 4031 mieszkańców (2113 kobiet i 1918 mężczyzn).